# Pyrausta pionalis
Pyrausta pionalis is een vlinder van de familie van de grasmotten (Crambidae). De wetenschappelijke naam van deze soort is voor het eerst voorgesteld door Sergius Toll in een publicatie uit 1948.
De soort komt voor in Iran en Afghanistan.